# Bridgestone Anchor Cycling Team/Saison 2015
Dieser Artikel listet Erfolge und Fahrer des Radsportteams Bridgestone Anchor Cycling Team in der Saison 2015 auf.

## Erfolge in der UCI Asia Tour
In der Saison 2015 gelangen dem Team nachstehende Erfolge in der UCI Asia Tour.
| Datum         | Rennen                             | Kat. | Sieger        |
| ------------- | ---------------------------------- | ---- | ------------- |
| 1.–4. Februar | Gesamtwertung Le Tour de Filipinas | 2.2  | Thomas Lebas  |
| 1. April      | 1. Etappe Tour of Thailand         | 2.2  | Kōhei Uchima  |
| 11. Oktober   | 9. Etappe Tour de Singkarak        | 2.2  | Shō Hatsuyama |

## Erfolge in der UCI America Tour
In der Saison 2015 gelangen dem Team nachstehende Erfolge in der UCI America Tour.
| Datum     | Rennen                          | Kat. | Sieger       |
| --------- | ------------------------------- | ---- | ------------ |
| 6. August | 6. Etappe Tour de la Guadeloupe | 2.2  | Thomas Lebas |

## Abgänge – Zugänge
| Zugänge         | Team 2014              | Abgänge          | Team 2015          |
| --------------- | ---------------------- | ---------------- | ------------------ |
| Ryōta Nishizono | Champion System (2013) | Kenji Itami      | Kinan Cycling Team |
|                 |                        | Miyataka Shimizu | Karriereende       |

## Mannschaft
| Name            | Geburtstag        | Nationalität |
| --------------- | ----------------- | ------------ |
| Shō Hatsuyama   | 17. August 1988   | Japan        |
| Kazuo Inoue     | 17. Februar 1981  | Japan        |
| Thomas Lebas    | 14. Dezember 1985 | Frankreich   |
| Damien Monier   | 27. August 1982   | Frankreich   |
| Ryōta Nishizono | 1. September 1987 | Japan        |
| Takero Terasaki | 18. November 1991 | Japan        |
| Hiroshi Tsubaki | 18. Mai 1991      | Japan        |
| Kōhei Uchima    | 8. November 1988  | Japan        |